# 남북노동자통일대회
남북노동자통일대회는 대한민국의 민주노총, 한국노총과 조선민주주의인민공화국의 조선직업총동맹(직맹)이 5월 1일에 진행하는 노동행사이다. 남북한의 노동자들이 모여 6·15 남북 공동선언의 이행을 촉구하고 자주통일을 이루기 위한 대회를 표방하는 이 대회가 남한에서 개최된 것은 지난 2007년이 처음이었다. 북쪽 부문 단체가 독자적으로 방남한 것도 역시 이때가 처음이었으며, 당시 경남 창원종합운동장에서 열린 대회에는 조선민주주의인민공화국 노동자 60명이 참석하였다. 2007년 대회는 3박4일 일정으로 진행되었다.

## 비판
북한의 조선직업총동맹중앙위원회(직총)는 북한 내 노동단체를 표방하고 있으나 노동당의 하부조직으로 알려져 있어 사실상 노동자 단체가 아닌 정치단체에 불과하다는 비판이 있다. 또한 정치색이 강한 6·15 남북 공동선언의 이행을 행사의 주제로 내거는 것도 노동 행사에서는 부적절하다는 비판이 있다.
2010년도 행사에서는 천안함 침몰 사건 원인을 놓고 북한 관련설이 끊임없이 제기되는 상황에서 100여명에 이르는 북한대표단의 방한과 서울에서의 대규모 행사가 국민정서와 거리가 멀다는 지적이 잇따르고 있다.

## 같이 보기
- 전국민주노동조합총연맹
- 한국노동조합총연맹
- 조선직업총동맹중앙위원회